# 亞洲再也站

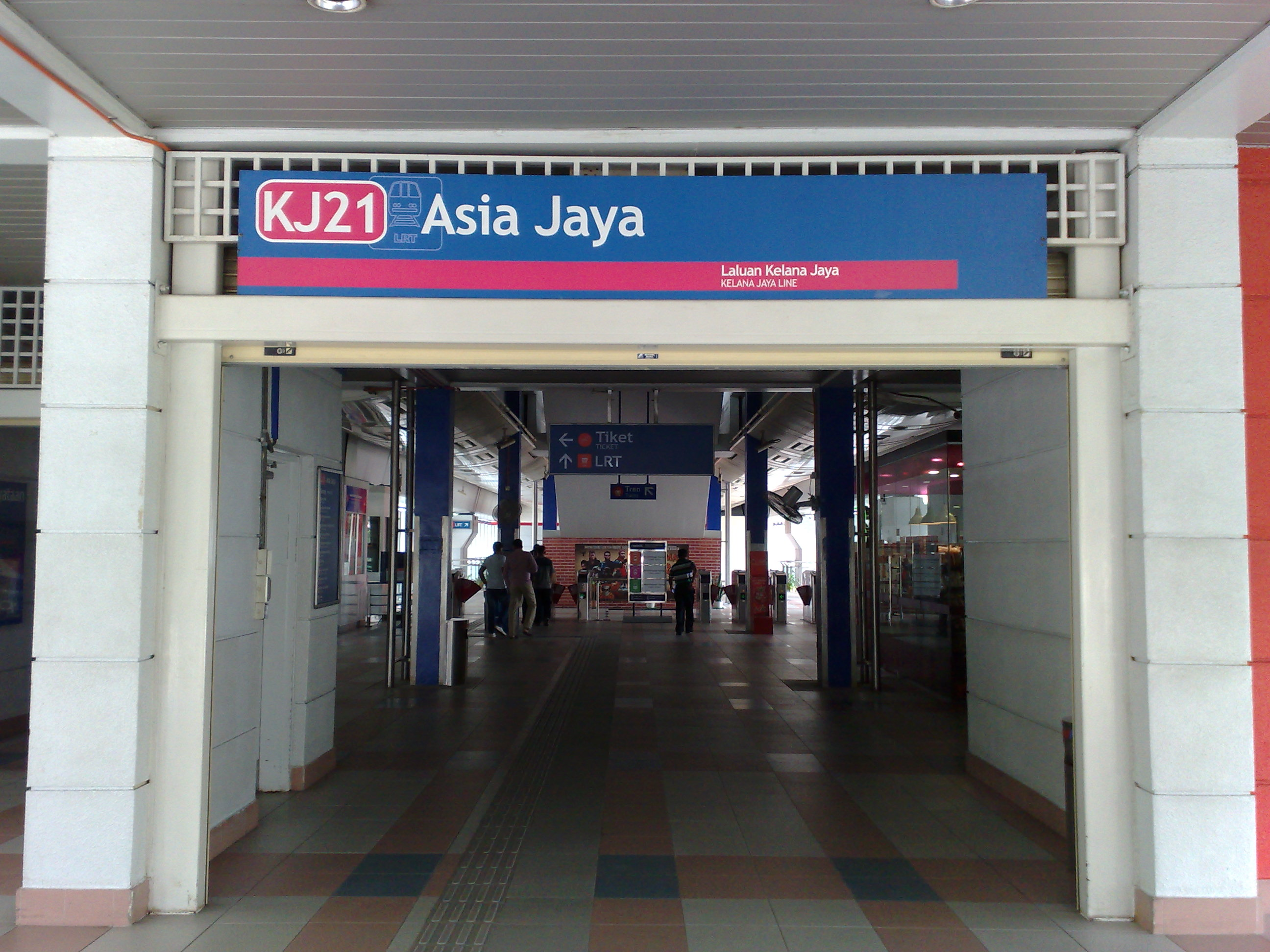
亚洲再也站入口

亚洲再也站位於雪兰莪州八打灵再也14区南端，是巴生谷格拉那再也线的其中一个高架轻快铁车站，主要服务八打灵再也市中心尤其是14区一带的居民。本站属于格拉那再也（旧称布特拉轻快铁）第一阶段线路，于1998年9月1日开始运营。

## 车站概要

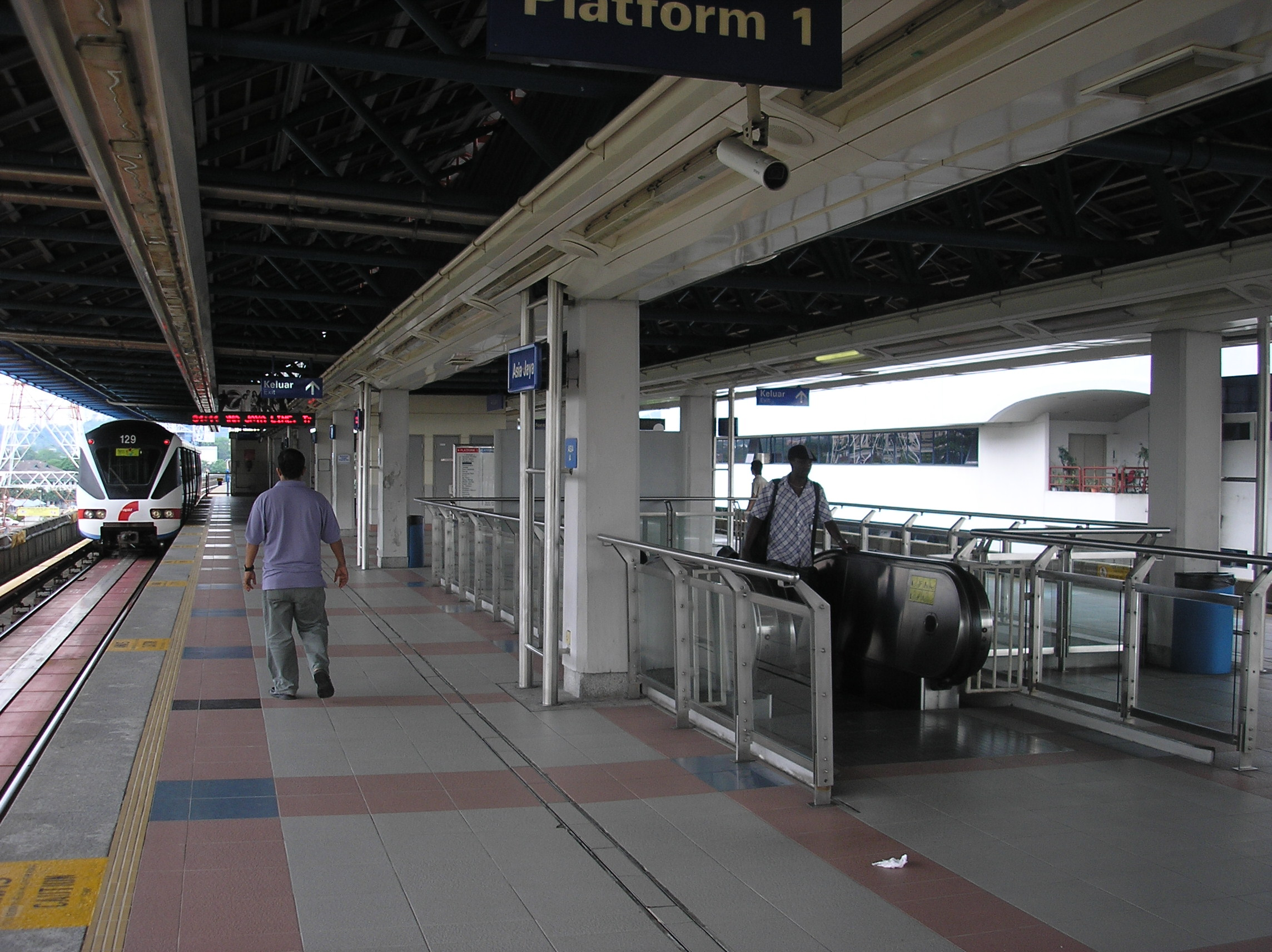
亚洲再也站台

本站属于5 格拉那再也线第一阶段线路，于1998年9月1日开始运营，以布特拉轻快铁（PUTRA）的第一阶段线路和从中央艺术坊站至格拉那再也站的10个车站同时开放。本站處於幾個工業，商業和住宅區之間。國家能源的八打靈再也分行位於車站南面的。該站也位於聯邦大道之北路以南約300米。鄰近的再也花園站大致位於同一地點900米東，但是再也花園站處於聯邦大道的南面，並更靠近第52區。亞洲再也站目前的名字取自前“亞洲再也商业購物中心”，1990年代以後已轉換成艦隊酒店（Armada Hotel）。
车站主入口位于51A/223路，备有提供停车换乘服务的停车场。

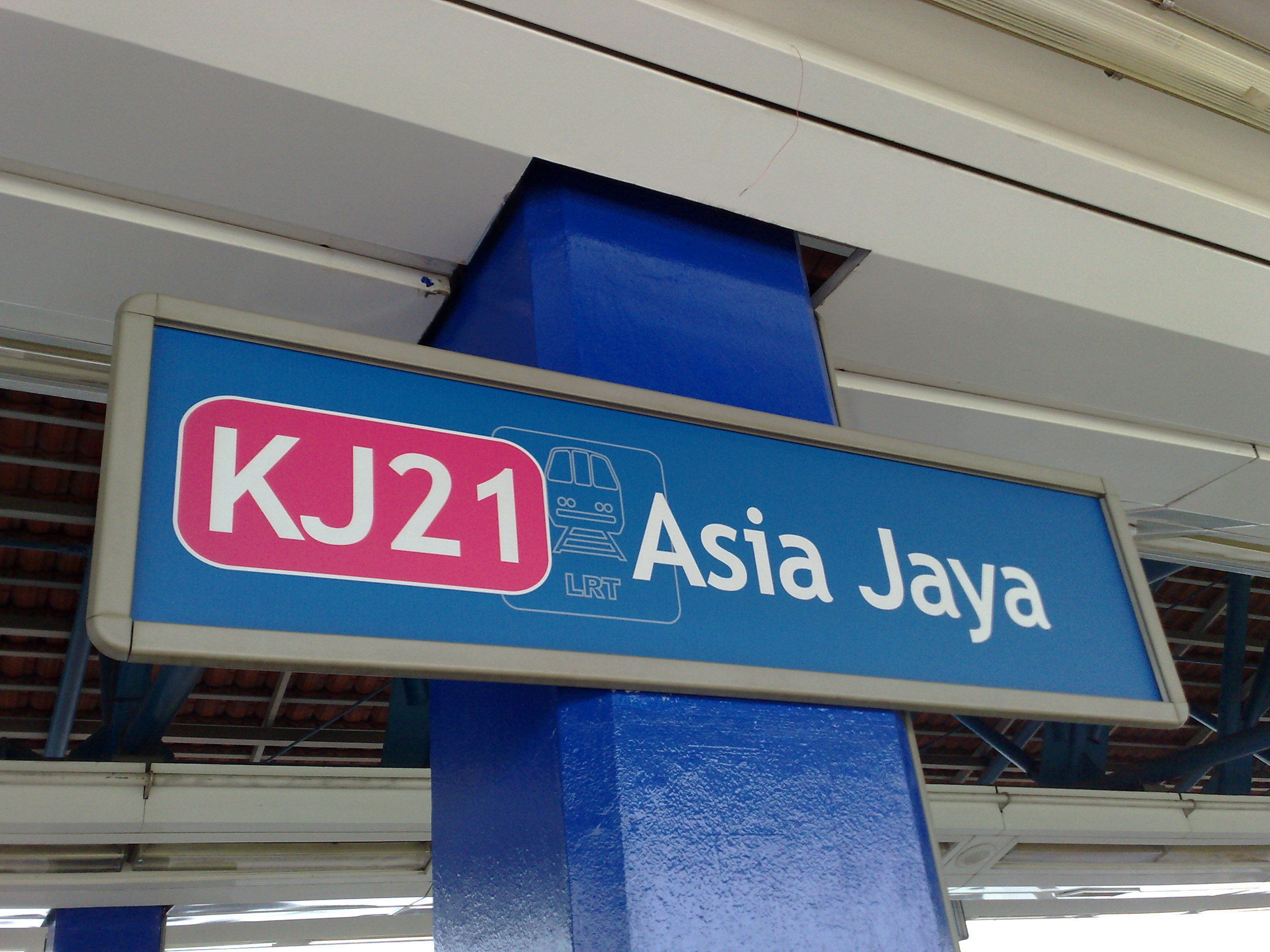
亚洲再也站牌

车站大厅位于地面层，并设有连接设施通往站台。验票闸门、自动售票机、服务柜台、巴士站、计程车站皆位于此楼。

## 车站结构
本站只有一层楼高，站台的顶棚以马来甘榜高脚屋作为其建筑设计。
| 一楼 | 1号站台:       | 5 格拉那再也线 5往 KJ1 鹅唛 (→)                    |
| 一楼 | 岛式站台       |                                                    |
| 一楼 | 2号站台:       | 5 格拉那再也线 5往 KJ37 布特拉高原 (←)             |
| 地面 | 车站大厅和街道 | 验票闸门、自动售票机、车站控制台、巴士站、计程车站 |

## 巴士服务

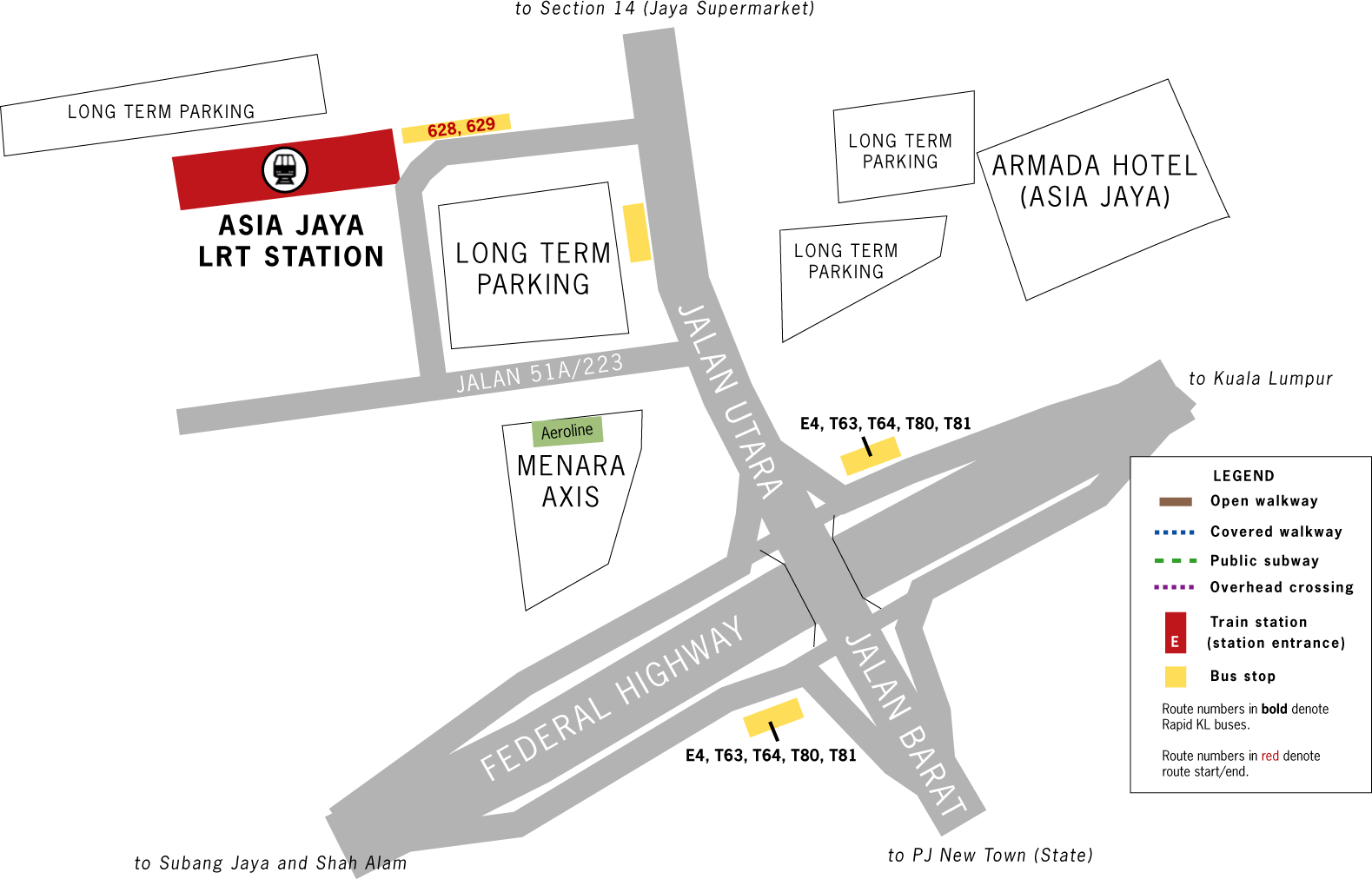
亚洲再也站平面图

亚洲再也站与三座巴士站相连，这也使其使用率较临近的再也花园来的高。亚洲再也下属的巴士站主要连接八打灵再也的12、13、14、16、17和19区至车站。在步行距离内，联邦大道两侧的另外两个巴士站也可以让乘客搭乘巴士前往吉隆坡、巴生、莎亚南、梳邦再也和八打灵再也其他地区之间穿梭。以下为快捷通巴士（RapidKL Bus）停靠于此站的巴士服务。
- 780 ：哥打白沙罗－中央艺术坊[5]
- T786 ：亚洲再也站－颐斯殿酒店[6]
- T787 ：亚洲再也站－14/17区[7]

## 服务时间
以下营运时间以官方网站为准。
| 星期一至六            | 星期日及公假 | 星期一至六 | 星期日及公假 | 星期一至六 | 星期日及公假 |       |
| 格拉那再也线          |              |            |              |            |              |       |
| 从布特拉高原 往鹅唛站 | 06:00        | 06:00      | 23:50        | 23:15      | 23:58        | 23:29 |
| 从鹅唛 往布特拉高原站 | 06:00        | 06:00      | 23:50        | 23:15      | 00:21        | 00:02 |